# Ricky Ledo
Ricardo Julio "Ricky" Ledo (Providence, Rhode Island, 10 de septiembre de 1992) es un jugador de baloncesto estadounidense que actualmente juega en las filas de los Trotamundos de Carabobo de la Superliga Profesional de Baloncesto de Venezuela. Con 2,01 metros de altura, juega en la posición de escolta.

## Trayectoria deportiva

### Instituto y Universidad
Pasó a lo largo de su carrera por cuatro institutos de secundaria diferentes, y a pesar de que se comprometió con los Friars del Providence College, la NCAA no le permitió jugar en su año freshman debido a su bajo rendimiento académico. A pesar de ello, pudo declararse elegible para el Draft de la NBA.

### Profesional
Fue elegido en la cuadragésimo tercera posición del Draft de la NBA de 2013 por los Milwaukee Bucks, pero sus derechos fueron traspasados a los Philadelphia 76ers, quienes a su vez lo enviaron a Dallas Mavericks, equipo con el que finalmente firmó contrato por cuatro temporadas. Debutó como profesional ante los Houston Rockets, en un partido en el que anotó 3 puntos. Durante su temporada de rookie, tuvo varias asignaciones a los Texas Legends de la Liga de desarrollo de la NBA.
Durante la temporada 2019-20 jugaría en las filas del Anwil Włocławek de la Polska Liga Koszykówki.
El 4 de enero de 2021, firma por el Shanxi Loongs de la Chinese Basketball Association. Ricky jugaría 7 partidos en el conjunto chino con el que promedia 19 puntos, 7,6 rebores y 4,6 asistencias por encuentro.
El 27 de febrero de 2021 firmó por el Fethiye Belediyespor de la Basketbol Süper Ligi. Dejó el equipo al final de la temporada regular, y su siguiente destino fueron los Gigantes de Carolina del Baloncesto Superior Nacional de Puerto Rico, a donde arribó a fines de julio en sustitución de Terrico White. Tras un mes en ese club -en el que disputó 9 partidos- se anunció que se uniría a los Metros de Santiago de la Liga Nacional de Baloncesto de República Dominicana para disputar las semifinales de los playoffs, pero la incorporación no se completó. Ledo terminaría 2021 jugando en la P.LEAGUE+ de Taiwán con los Formosa Dreamers, quienes rescindirían su contrato el 23 de diciembre de ese año.
El 3 de enero de 2024 se anunció que el club AEK Atenas de la A1 Ethniki de Grecia lo había fichado por el resto de la temporada 2023-24, pero dejó el equipo tras dos semanas. Un mes después fue contratado por el Al-Muharraq de Baréin.
En diciembre de 2024, luego de haber jugado fugazmente para el Blackwater Bossing de la PBA filipina, fichó con el Beirut Club de la Liga Libanesa de Baloncesto.
El 12 de mayo de 2025 se anunció que reforzaría a los Trotamundos de Carabobo de la Superliga Profesional de Baloncesto de Venezuela.

## Estadísticas de su carrera en la NBA

### Temporada regular
| Año     | Equipo   | PJ | PT | MPP  | %TC  | %3P  | %TL   | RPP | APP | ROB | TPP | PPP |
| ------- | -------- | -- | -- | ---- | ---- | ---- | ----- | --- | --- | --- | --- | --- |
| 2013-14 | Dallas   | 11 | 0  | 3.0  | .353 | .375 | 1.000 | .2  | .2  | .1  | .0  | 1.7 |
| 2014-15 | Dallas   | 5  | 0  | 2.2  | .000 | .000 | .500  | .4  | .2  | .0  | .0  | .2  |
| 2014-15 | New York | 12 | 0  | 19.4 | .356 | .417 | .750  | 2.8 | 1.5 | .5  | .1  | 7.4 |
| Total   |          | 28 | 0  | 9.9  | .336 | .371 | .769  | 1.4 | .8  | .3  | .0  | 3.9 |